# Smáfjöll (kullar)
Smáfjöll är kullar i republiken Island. De ligger i regionen Suðurland, 170 km öster om huvudstaden Reykjavík.